# Кишава
Кишава (на македонска литературна норма: Кишава; на албански: Këshavë) е село в община Битоля на Северна Македония.

## География
Селото се намира на 860 m надморска височина в планината Пелистер, на 20 km южно от Битоля, в непосредствена близост до гръцко-македонската граница.

## История
Името на селото има албански произход и в превод значи църква, което говори, че тук по-рано е имало църква или манастир. Според други мнения името е с български произход и означава влажна местност.
В XIX век Кишава е село в Битолска кааза на Османската империя. Според статистиката на Васил Кънчов („Македония. Етнография и статистика“) от 1900 година Кишава има 700 жители, всички арнаути мохамедани.
На Етнографската карта на Битолския вилает на Картографския институт в София от 1901 година Кишава е чисто албанско село в Битолската каза на Битолския санджак с 80 къщи.
По време на българското управление на Вардарска Македония през Първата световна война Кошава е част от Драгошка община в Битолска селска околия и има 521 жители.
В 1953 година селото има 899 жители. Оттогава населението драстично намалява вследствие на емиграция към Австралия, САЩ, Канада и Европа.
Според преброяването от 2002 година селото има 308 жители, от тях 307 албанци и един северномакедонец.
| Националност     | Всичко |
| северномакедонци | 1      |
| албанци          | 307    |
| турци            | 0      |
| роми             | 0      |
| власи            | 0      |
| сърби            | 0      |
| бошняци          | 0      |
| други            | 0      |

В 2008 година селото има 308 жители. В селото работи основно училиште, филиал на ОУ „Кръсте Петков Мисирков“ (Бистрица). Има поддържана джамия.